# 12168 Polko
12168 Polko este un asteroid din centura principală de asteroizi.

## Descriere
12168 Polko este un asteroid din centura principală de asteroizi. A fost descoperit pe 25 septembrie 1973 la Observatorul Palomar de Cornelis Johannes van Houten, Ingrid van Houten-Groeneveld și Tom Gehrels. Asteroidul prezintă o orbită caracterizată de o semiaxă mare de 3,01 ua, o excentricitate de 0,10 și o înclinație de 9,5° în raport cu ecliptica.